# Séverin Blanchet
Séverin Blanchet, né le 27 avril 1943 à Fontenay-sous-Bois, mort le 26 février 2010 dans un attentat à Kaboul (Afghanistan), est un cinéaste et documentariste français.

## Biographie
Collaborateur du cinéaste et ethnologue Jean Rouch et du cinéaste et inventeur Vincent Blanchet, son frère, Séverin Blanchet fonde avec eux le laboratoire cinéma de l’université Paris-X en 1969, puis les Ateliers Varan en France en 1980. Ils exportent ensuite ces ateliers initiation à la réalisation documentaire à travers le monde : au Brésil et Portugal en 1981, en Papouasie-Nouvelle-Guinée en 1983, en Nouvelle-Calédonie en 1992, et en Afghanistan en 2006.
Parmi ses documentaires, on compte La Papouasie de la famille Maden (France 5, 2003), La vie Alstom (France 3, 2007), et Kantri Bilong Yumi (2003, prix Mario-Ruspoli et prix FIFAP/UNESCO). 
S'occupant des ateliers de réalisation documentaires en Afghanistan depuis 2006, en partenariat avec les Ateliers Varan, la société de production française de films documentaires La Huit Production, l'ambassade de France à Kaboul, la faculté des beaux-arts de Kaboul et le Goethe Institut, il meurt dans un attentat à Kaboul le 26 février 2010.